# 鹿西郵便局
鹿西郵便局（ろくせいゆうびんきょく）は、石川県鹿島郡中能登町にある郵便局。民営化前の分類では集配特定郵便局であった。

## 概要
住所：〒929-1699 石川県鹿島郡中能登町能登部下101部2

## 沿革
- 1899年（明治32年）9月1日 - 能登部（のとべ）郵便局（三等）として開設。同年9月16日より貯金取扱を、11月1日より為替取扱を開始。[1]。
- 1962年（昭和37年）6月1日 - 国際電報受付・配達業務を七尾電報電話局に移管[2]。
- 1962年（昭和37年）8月1日 - 鹿西郵便局に改称するとともに、国内欧文電報受付・配達業務を七尾電報電話局に移管。
- 1962年（昭和37年）11月16日 - 金丸郵便局から電話交換業務を移管。
- 1970年（昭和45年）10月22日 - 電話交換および和文電報配達業務を鹿西電報電話局に移管。
- 2007年（平成19年）10月1日 - 民営化に伴い、併設された郵便事業七尾支店鹿西集配センターに一部業務を移管。
- 2012年（平成24年）10月1日 - 日本郵便株式会社発足に伴い、郵便事業七尾支店鹿西集配センターを鹿西郵便局に統合。
- 2021年（令和3年）3月8日 - 金丸郵便局から「929-15xx」区域のうち、鹿島郡中能登町の区域（「929-16xx」区域に変更）の集配業務を移管[3][4]。

## 取扱内容
- 郵便、印紙、ゆうパック、内容証明
- 貯金、為替、振替、振込、国際送金、国債
- 生命保険、バイク自賠責保険
- ゆうちょ銀行ATM（管轄はゆうちょ銀行金沢支店）
- 鹿島郡中能登町内の一部地域（〒929-16xx区域）の集配業務

## 周辺
- 中能登町役場鹿西庁舎（旧鹿西町役場）
- 石川県立鹿西高等学校
- 中能登町立鹿西小学校
- 石川県道2号七尾羽咋線

## アクセス
- JR七尾線 能登部駅から北へ300m（徒歩約8分）
- 中能登町コミュニティバス（まほろば号） 鹿西郵便局停留所、もしくは北鉄能登バス 徳丸停留所下車
- のと里山海道 上棚矢駄ICから南東へ約5.5km
- 駐車場あり：5台